# Möllebacksbron
Möllebacksbron är en gångbro som spänner över Ronnebyån i centrala Ronneby direkt ovanför vattenfallet. Bron är en träbro som knyter ihop stadsdelen Bergslagen och arbetsplatserna på åns västra sida i stadsdelen Ällegården samt bostäder på ömse sidor om ån. Möllebacksbron ligger precis vid Möllebackagården på den så kallade Möllebacken tillsammans med Massmanska kvarnen. 2016 beslutade Miljö- och Byggnadsnämnden i Ronneby att döpa bron efter stadens vänort Höyanger i Norge.